# Xã West Norriton, Quận Montgomery, Pennsylvania
Xã West Norriton (tiếng Anh: West Norriton Township) là một xã thuộc quận Montgomery, tiểu bang Pennsylvania, Hoa Kỳ. Năm 2010, dân số của xã này là 15.663 người.